# Österreichischer Eishockeyverband
Der  Österreichische Eishockeyverband (ÖEHV) ist der nationale österreichische Sportverband für Eishockey und Para-Eishockey. Der ÖEHV ist Mitglied der Internationalen Eishockeyföderation (IIHF) und der Österreichischen Bundes-Sportorganisation (BSO).

## Geschichte
Der ÖEHV wurde im Jahr 1912 gegründet und wurde in diesem Jahr unter dem ersten Präsidenten des Verbandes, Gustav Feix, Mitglied in der Internationalen Eishockey-Föderation. 1913 nahm Österreich erstmals an der Eishockey-Europameisterschaft in München teil. Nach den beiden Weltkriegen wurde der Verein jeweils neugegründet, zuletzt 1945, nachdem während des Zweiten Weltkriegs die verbleibenden Mannschaften der Bundesliga in die deutsche Bundesliga eingegliedert wurden.

## Heutige Organisationsstruktur
Der ÖEHV war seit Beginn seiner Tätigkeit für alle die diversen Nationalmannschaften betreffenden Angelegenheiten verantwortlich. Daneben werden vom Verband die diversen nationalen Meisterschaften bis hinunter zur Leistungsklasse der Jugend ausgerichtet. Dazu zählen diverse Turniere und die Veranstaltung der Eishockey-Weltmeisterschaft der Herren 2005 in Wien und Innsbruck.
Bis zur Saison 2004/05 wurde auch die Österreichische Eishockey-Liga als höchste nationale Spielklasse vom ÖEHV ausgerichtet. Mit Beginn der darauf folgenden Spielzeit gliederte sich die Erste Bank Eishockey Liga als eigenständige Rechtsperson und eingetragener Verein aus dem Gefüge des Verbandes aus, der seither nur noch für die Schiedsrichter, Durchführungsbestimmungen und den Statistik-Dienst verantwortlich zeichnet.
Des Weiteren werden vom ÖEHV als Bindeglied zur internationalen Eishockey-Föderation auch alle Angelegenheiten betreffend das Regelwerk bearbeitet und an die teilnehmenden Vereine weitergeleitet. Der ÖEHV bearbeitet auch die Statistik aller von ihm ausgetragenen Meisterschaften und Turniere und stellt diese via Pressedienst den Medien zur Verfügung. Ebenso werden Spieleranmeldungen über den ÖEHV abgewickelt.

### Landesverbände
Seit Juni 2020 haben alle neun österreichischen Bundesländer einen eigenen Eishockey-Landesverband, der jeweils für die Austragung der regionalen (meist semi-professionellen oder auf Amateur-Ebene geführten) Meisterschaften verantwortlich zeichnet. Als letzter kam der burgenländische Verband (BEHV) hinzu.
- Landesverband Vorarlberg (VEHV), Präsident: Reinhard Pierer
- Landesverband Tirol (TEHV), Präsident: Rainer Partl
- Landesverband Wien (WEHV), Präsident: Andreas Ösze
- Landesverband Steiermark (STEHV), Präsident: Philipp Hofer
- Landesverband Oberösterreich (OÖEHV), Präsident: Christian Ladberg
- Landesverband Niederösterreich (NÖELV), Präsident: Peter Andrecs
- Landesverband Salzburg (SEHV), Präsident: Helmuth Mayer
- Landesverband Kärnten (KEHV), Präsident: Herbert Hohenberger
- Landesverband Burgenland (BEHV), Gründer: Andreas Freiberger

### Vom ÖEHV organisierte Meisterschaften

#### Herren
- ICE Hockey League (internationale Liga und gleichzeitig höchste Leistungsstufe in Österreich)
- Alps Hockey League (internationale Liga und gleichzeitig zweithöchste Leistungsstufe in Österreich)
- Ö Eishockey Liga (dritthöchste Leistungsstufe in Österreich)

#### Damen
- Elite Women’s Hockey League (internationale Liga und gleichzeitig höchste Leistungsstufe in Österreich)
- Dameneishockey-Bundesliga (zweithöchste Leistungsstufe in Österreich)
- Dameneishockey-Bundesliga, II. Division (dritthöchste Leistungsstufe in Österreich)

#### Jugend
- U20-Meisterschaft Österreichs (zwischen 2012 und 2022 als ICE Young Stars League)
- ICE Juniors League (internationale Liga und gleichzeitig U18-Meisterschaft Österreichs)
- Staatliche Meisterschaften in wechselndem Modus (Stand 2022: in den Altersklassen U-17, U-15, U-13 und U-11)

#### Turniere
- Eishockey-Weltmeisterschaft der Herren 2005 der Herren in Innsbruck und Wien
- Eishockey-Weltmeisterschaft der Herren 2008, Gruppe IA in Innsbruck
- Eishockey-Weltmeisterschaft der Frauen 2009, Division I in Graz
- Internationales Jugend-Turnier Kufstein Cup (Austragung 2007)

## Funktionäre
- Präsident: Klaus Hartmann
- Vizepräsident für rechtliche Angelegenheiten: Nicolas Stockhammer
- Vizepräsident für sportliche Angelegenheiten: Günther Ropatsch
- Vizepräsident für Nachwuchssport und Sportmedizin: Yasmin Sarina Stepina
- Geschäftsführer: Bernhard Friedrich
- Ehrenpräsident: Dieter Kalt senior
- Ehrenpräsident: Hans Dobida
- Direktor Nationalmannschaften Herren: Roger Bader
- General Manager Dameneishockey und Para-Eishockey: Martin Kogler
- Sport- und Nachwuchskoordinator: Timo Gless

## Bisherige Präsidenten des ÖEHV
- 1912–1919: Gustav Feix
- 1919–1927: Oskar Schlesinger
- 1927–1938: Alfred Schwarz
- 1945–1948: Josef Fleischer
- 1948–1950: Rudolf Novak sen.
- 1950–1962: Ernst Pokomy
- 1962–1977: Walter Wasservogel
- 1977–1996: Hans Dobida
- 1996–2016: Dieter Kalt sen.
- 2016–2020: Gernot Mittendorfer
- seit 2020: Klaus Hartmann